# Muzeum Historii Naturalnej w Tring
Muzeum Historii Naturalnej w Tring (ang. Natural History Museum at Tring) – prywatne muzeum Lionela Waltera Rothschilda, 2. barona Rothschild. Obecnie znajduje się pod kontrolą Muzeum Historii Naturalnej w Londynie. Mieści się w nim jedna z najznakomitszych kolekcji wypchanych ssaków, ptaków, gadów i owadów w Wielkiej Brytanii. Muzeum pierwotnie znane było jako Muzeum Zoologiczne Waltera Rothschilda, jednak w kwietniu 2007 roku Muzeum Historii Naturalnej w Londynie zmieniło jego nazwę. Muzeum znajduje się na Akeman Street, w Tring, w hrabstwie Hertfordshire.

## Historia

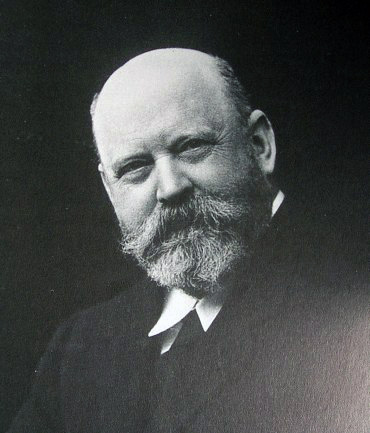
Walter Rothschild, założyciel muzeum

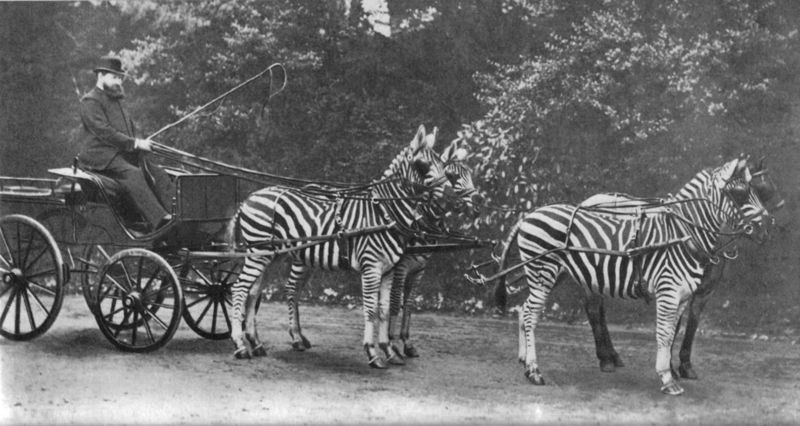
Walter Rothschild powożący zaprzęg składający się trzech zebr i konia

Muzeum Historii Naturalnej w Tring było niegdyś prywatnym muzeum Lionela Waltera, 2. barona Rothschild i znajduje się na terenie dawnego domu rodzinnego Rothschildów w Tring Park. Budynek został wybudowany w 1889 roku, aby pomieścić jego kolekcję wypchanych okazów i pierwszy raz otwarty dla publiczności w 1892 roku. Rodzina Rothschildów przekazała muzeum i jego kolekcje narodowi brytyjskiemu w 1937 roku. Lionel Walter wyhodował mieszańców koni i zebr (zebroid), a eksponat źrebięcia tej hybrydy znajduje się w ekspozycji muzeum. Sam Walter Rotschild był często widywany w zaprzęgu ciągniętym przez zebry. Znajdująca się w muzeum "Zebra Cafe" nawiązuje do upodobania przez barona zebr, a znajdujące się tam fotografie przedstawiają wytresowane zebry barona ciągnące otwarty zaprzęg.

## Opis

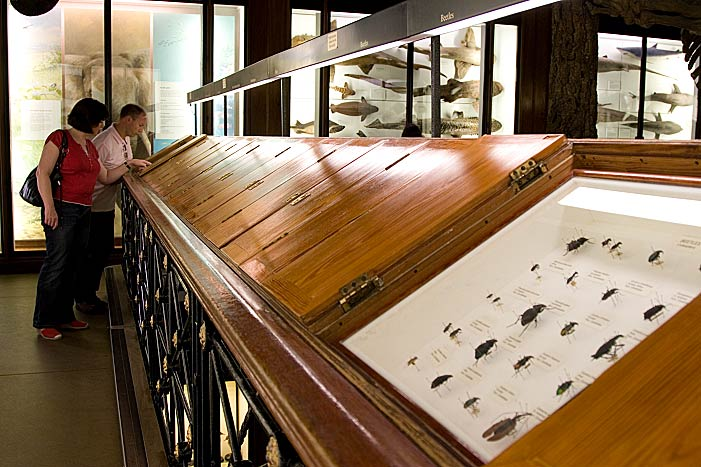
Jedna z ekspozycji muzeum

W obszernej kolekcji znajdującej się w kilku pomieszczeniach, są okazy wymarłych już zwierząt, w tym ptaków i ssaków takich jak: alka olbrzymia, rekonstrukcje moa i dodo oraz kwaggi i wilka workowatego. Osobliwościami są hybrydy i przykłady nieprawidłowego ubarwienia. Wystawa psów została przeniesiona po II wojnie światowej do Muzeum Zoologicznego Rothschilda z Muzeum Historii Naturalnej w Londynie. Pokazuje ona między innymi, jak psy domowe zmieniły kształt ciała na skutek doboru hodowlanego i zawiera m.in. małe rosyjskie i meksykańskie pieski salonowe, czy słynne wyścigowe greyhoundy. Muzeum ma sześć galerii, z których każda mieści inne rodzaje zwierząt. Pierwsza galeria zawiera ptaki, duże drapieżniki i naczelne, druga służy do wystawiania ekspozycji czasowych, w trzeciej są krokodyle, skorupiaki, ryby, owady, duże ssaki i bezkręgowce morskie, czwarta prezentuje kangury i nieparzystokopytne, piąta krętorogie, hipopotamy, świnie i ssaki morskie, i wreszcie szósta galeria zawiera płazy, nietoperze, różne brytyjskie ssaki, psy domowe, bezgrzebieniowce, jaszczurki, węże, żółwie i małe ssaki. Muzeum zawiera również Discovery Room, przeznaczony dla małych dzieci oraz Rothschild Room, który jest pomieszczeniem powstałym z myślą o zabawianiu okolicy, w której rodzina Rothschildów pracowała. Muzeum Zoologiczne Rothschilda stało się częścią Muzeum Historii Naturalnej w Londynie w 1937. W kwietniu 2007 roku jego nazwa została zmieniona na Muzeum Historii Naturalnej w Tring.
W muzeum mieszczą się także ornitologiczne kolekcje badawcze (Bird Group, Department of Zoology) i biblioteka ornitologiczna (Department of Library and Information Services) Muzeum Historii Naturalnej, jednak nie są one dostępne publicznie. W ciągu roku organizowane są również małe, specjalne wystawy tematyczne, w których czasie udostępniane są okazy nieprezentowane na ekspozycji stałej, a także prowadzone zajęcia dla najmłodszych.

## Kradzieże w muzeum

### Wypchane ptaki
24 czerwca 2009 roku miała w muzeum miejsce kradzież 299 jaskrawo upierzonych, wypchanych ptaków, głównie samców trogonów i kwezali z Ameryki Środkowej i Południowej, a także rajskich ptaków z Nowej Gwinei. Policja ogłosiła 12 listopada 2010 roku, że 22-letni obywatel USA został zatrzymany w okolicach Tring w związku z kradzieżą, a większość ptaków odzyskano. Edwin Rist, student Królewskiej Akademii Muzycznej, przyznał się do kradzieży w dniu 24 listopada 2010. W kwietniu 2011 Rist został skazany na 12 miesięcy więzienia w zawieszeniu na dwa lata oraz nakaz nadzoru. Był również zobowiązany do zwrotu 125 150 £ – szacowanych wpływów ze sprzedaży skór ptaków za pośrednictwem takich platform jak eBay. Policja poinformowała również, że odzyskano do tej pory 191 nienaruszonych skór ptaków, z których tylko 101 miały etykiety z zapisem danych naukowych.

### Rogi nosorożców
Rankiem 27 sierpnia 2011 roku złodziej włamał się przez frontowe drzwi muzeum i skradł rogi z dwóch wystaw eksponatów nosorożców, jeden nosorożca indyjskiego, a drugi białego, używając do ich oderwania dużego młota. Jednakże wobec kradzieży dokonywanych w innych muzeach, kurator trzy miesiące przed włamaniem zastąpił prawdziwe rogi nosorożców o wartości 240 000 £ replikami wykonanymi z żywicy, które nie miały żadnej wartości handlowej. 17 stycznia 2012 roku Darren Bennett z Leicesteru został oskarżony o kradzież dwóch replik rogów nosorożca.